# Sceloporus aurantius
Sceloporus aurantius (південно-західна купинна ігуана) — вид ігуаноподібних ящірок родини фриносомових (Phrynosomatidae). Ендемік Мексики. Описаний у 2014 році.

## Поширення і екологія
Південно-західні купинні ігуани мешкають на півдні Західної Сьєрра-Мадре, на південному заході штату Агуаскальєнтес та на півдні штату Сакатекас, зокрема в горах Сьєрра-дель-Лаурель. Вони живуть на небесних островах, порослих сосново-дубовими лісами.